# Sam Allardyce
Samuel "Sam" Allardyce, född den 19 oktober 1954 i Dudley, är en engelsk fotbollstränare och före detta professionell fotbollsspelare som senast var huvudtränare för Leeds United. Han omnämns vanligen vid smeknamnet Big Sam.

## Karriär
Som tränare för Bolton Wanderers var han framgångsrik, och tog klubben bland annat till en seger i Ligacupen och kvalificerade klubben för spel i Uefacupen för första gången i klubbens historia. I Bolton Wanderers blev han känd för att ta vara på äldre spelare och att få ordning på spelare som inte kunnat leva upp till förväntningar. Fernando Hierro, Iván Campo, El-Hadji Diouf, Kevin Davies, Gary Speed och Jay-Jay Okocha är exempel på några spelare han gett en sista skjuts eller fått ordning på. Dessutom lyckades han med konststycket att värva den franska världsstjärnan Youri Djorkaeff till den relativt lilla klubben Bolton Wanderers.
Den 1 juni 2011 offentliggjordes han som ny tränare för West Ham United, med målet att ta dem tillbaka till Premier League. Inför säsongen 2015 släpptes han av West Ham Uniteds ledning efter att hans kontrakt upphört.
Den 9 oktober 2015 presenterades han som ny tränare för Sunderland på ett tvåårskontrakt. Han blev den första tränaren som tränat både Newcastle United och Sunderland. Tog över som tränare för Everton efter att Koeman fick sparken.
Allardyce fick sparken som tränare för engelska landslaget den 27 september 2016 efter bara 68 dagar. Han fick sparken för att han ska i utbyte mot pengar ha erbjudit hjälp till affärsmän att gå runt regler som är till för att förhindrar att tredje part kan "äga" fotbollsspelare. Affären rullades upp när tidningen The Telegraph publicerade en video där Allardyce sågs förhandla avtal med några män. Förhandlingar som syftade till att kringgå de regler som engelska fotbollsförbundet har satt upp för att förhindra ägandet av tredje part. Men männen var journalister som jobbade under täckmantel.
Den 16 december 2020 så bekräftade West Bromwich Albion att man anställt Sam Allardyce efter att ha sparkat Slaven Bilić som enbart fick in 7 poäng på 13 matcher. Klubben blev nedflyttade från Premier League och Allardyce valde då att lämna sitt uppdrag.

## Tränaruppdrag
| Klubb                                  | Land    | Från              | Till              | Resultat | Resultat | Resultat | Resultat | Resultat | Ref.          |
| Klubb                                  | Land    | Från              | Till              | M        | V        | O        | F        | Vinst %  | Ref.          |
| -------------------------------------- | ------- | ----------------- | ----------------- | -------- | -------- | -------- | -------- | -------- | ------------- |
| Limerick (spelande tränare)            | Irland  | 1991              | 1992              | 27       | 14       | 10       | 3        | 51,9     | [ 8 ] [ 9 ]   |
| Preston North End (tillfällig tränare) | England | 30 september 1992 | 30 november 1992  | 12       | 3        | 4        | 5        | 25,0     | [ 10 ] [ 11 ] |
| Blackpool                              | England | 19 juli 1994      | 29 maj 1996       | 102      | 44       | 23       | 35       | 43,1     | [ 12 ]        |
| Notts County                           | England | 16 januari 1997   | 14 oktober 1999   | 145      | 56       | 39       | 50       | 38,6     | [ 12 ]        |
| Bolton Wanderers                       | England | 19 oktober 1999   | 29 april 2007     | 371      | 153      | 104      | 114      | 41,2     | [ 12 ]        |
| Newcastle United                       | England | 15 maj 2007       | 9 januari 2008    | 24       | 8        | 6        | 10       | 33,3     | [ 12 ]        |
| Blackburn Rovers                       | England | 17 december 2008  | 13 december 2010  | 90       | 32       | 24       | 34       | 35,6     | [ 12 ]        |
| West Ham United                        | England | 1 juni 2011       | 24 maj 2015       | 181      | 68       | 46       | 67       | 37,6     | [ 13 ] [ 12 ] |
| Sunderland                             | England | 9 oktober 2015    | 22 juli 2016      | 31       | 9        | 9        | 13       | 29,0     | [ 12 ]        |
| England                                | England | 22 juli 2016      | 27 september 2016 | 1        | 1        | 0        | 0        | 100,00   | [ 12 ]        |
| Crystal Palace                         | England | 23 december 2016  | 23 maj 2017       | 24       | 9        | 3        | 12       | 37,5     | [ 12 ]        |
| Everton                                | England | 30 november 2017  | 16 maj 2018       | 26       | 10       | 7        | 9        | 38,5     | [ 12 ]        |
| West Bromwich Albion                   | England | 16 december 2020  | 19 maj 2021       | 26       | 4        | 8        | 14       | 15,4     | [ 12 ]        |
| Totalt                                 | Totalt  | Totalt            | Totalt            | 1 060    | 411      | 283      | 366      | 38,8     |               |